# Harkányi Endre
Harkányi Endre (Budapest, 1934. március 26. – 2025. február 21.) Kossuth- és Jászai Mari-díjas magyar színművész, érdemes és kiváló művész, a Halhatatlanok Társulatának örökös tagja.

## Élete és pályája
Budapest nyolcadik kerületében született zsidó családban, 1934. március 26-án. Szüleit a vészkorszakban elvesztette, anyját deportálták, apja az ukrajnai munkaszolgálatból betegen tért haza, és hamarosan meghalt. A 10 éves Harkányi Endre egy csillagos házban élte túl a holokausztot.
Miután árván maradt utcagyerekként, 13 évesen önmagát játszotta Radványi Géza 1947-ben készült, mára már klasszikussá vált Valahol Európában című, háborús árvákról szóló filmjében („Gyerekek! Könyörgöm, akasszuk fel!”). Színészi gyakorlatot Lakner Bácsi gyermekszínházában szerzett. Rokonai nyomására mégis esztergályosnak kellett tanulnia; ez ellen lázadva jelentkezett a Színház- és Filmművészeti Főiskolára.
Miután felvették, egy év alatt letette az érettségit is; diplomáját 1957-ben szerezte meg. A debreceni Csokonai Színháznál kezdett, 1957–1960 között. 1960–1963 között a budapesti Petőfi Színház színésze volt. 1963–1968 között a Vígszínház, 1968–1977 között a Mikroszkóp Színpad, 1977–1984 között a József Attila Színház társulatához szerződött. 1984–1993 között visszatért a Vígszínházba. 1993–94-ben egy évadra átszerződött a Művész Színházhoz. 1994 és 2015 között ismét a Vígszínház tagja volt.
2004-ben az Ajtay Andor-emlékdíjjal és a Magyar Köztársasági Érdemrend lovagkeresztjével ismerték el. 2005-ben neki ítélték a Ruttkai-emlékgyűrűt, és kiváló művész is lett ebben az évben; 2008-ban beválasztották a Halhatatlanok Társulatába. 2010-ben a nyíregyházi Vidor Fesztiválon Életműdíjjal jutalmazták, és még abban az évben a művészi életútja elismeréseként átvehette a legrangosabb állami kitüntetést, a Kossuth-díjat.
Pályafutása alatt többnyire kisembereket, komikus figurákat alakított.
Népszerű szinkronszínész; többek között a 80 nap alatt a Föld körül Willy Foggal című rajzfilmben (Rigodon), Mézga Géza, a Vízipók-csodapók Keresztespókjának, valamint Danny DeVito állandó magyar hangja volt.
Korelnöke a népszerű Vacka Rádió gyermekhangjáték-sorozat szereplőgárdájának.
2025. január elején combnyaktörést szenvedett, ám műtétjét csak egy hónappal élte túl; egy hónap múlva lett volna 91 éves.
2025. február 27-én helyezték végső nyugalomra a Kozma utcai izraelita temetőben, a nyilvánosság teljes kizárásával. A Kulturális és Innovációs Minisztérium saját halottjának tekintette.

## Magánélete
Felesége Böhm Zsuzsa volt, gyermekük Harkányi András (1967–2012), aki fordítóként dolgozott. Egy unokája van: Ábel. Bátyját Harkányi Jenőnek hívták.
Budapesten a XIII. kerületben, a Pozsonyi úton élt.

## Színpadi szerepei
- Molnár Ferenc: A Pál utcai fiúk... Kolnay
- George Bernard Shaw: Caesar és Cleopatra... núbiai őrszem
- Pogogyin: A Kreml toronyórája... csavargó fiú
- Csepurin: Tavaszi áradás... Tkacs
- Mikszáth Kálmán: Sipsirica... diák
- Bertolt Brecht: Jó embert keresünk... pincér
- Móricz Zsigmond: Légy jó mindhalálig... Böszörményi; Nagy úr
- Heltai Jenő: Az orvos és a halál... asszisztens
- Csokonai Vitéz Mihály: A' özvegy Karnyóné 's az két szeleburdiak... Samu
- Arout: Szólítson csak mesternek... Spitz úr
- Kállai István: Majd a papa... Pócsai
- William Shakespeare: Tévedések vígjátéka... Ephesusi Dromio
- Lehár Ferenc: A mosoly országa... főeunuch
- Bródy Sándor: A dada... boltoslegény
- Jonson: Volpone (A pénz komédiája)... Voltore
- Mihalkov: Vidám álom... bohóc
- Lavrenyov: Leszámolás... Uszpenszkij
- Ifj. Johann Strauss: A denevér... Dr. Blind
- Eisemann Mihály: Bástyasétány 77... Rudi
- Madách Imre: Az ember tragédiája... Harmadik népbeli; Negyedik polgár; Első tanuló; Tudós
- Kálmán Imre: Montmartrei ibolya... Florimond
- Sebastian: Vakációsdi (Mégis legszebb a nyár)... Jeff
- Rozov: Boldogság, merre vagy?... Oleg
- Heltai Jenő: A néma levente... Beppo
- Burkhard: Tűzijáték... Fritz bácsi
- Czizmarek-Nádassi-Semsei: Érdekházasság... Misi
- Brecht: Koldusopera... Leprás Mátyás; Kimball
- Lane: Szivárványvölgy... Og
- Romhányi József: Bolondos állattan...
- Romhányi József: Piroska valamint a farkas... vadász
- Jókai Mór: Gazdag szegények... Kolikaczius Tamás
- Molière: Képzelt beteg... Kolikaczius Tamás; Le Foch
- Mándy Iván: Mélyvíz... rikkancs
- Feleki László: Jó éjszakát felnőttek, a Holdban vagytok már?... ördög; marslakó
- Moldova György: Légy szíves Jeromos... Kuka
- Marsak: A bűvös erdő... Farkas
- Mark Twain: Egymilliófontos bankjegy... Perez
- Zelk Zoltán: Az ezernevű lány... Ezeréves ember
- Molnár Ferenc: Liliom... Hugó
- Shakespeare: Szentivánéji álom... Puck
- Burkhard: Ötödik Frank... Haberlin
- Norman–Heneker: Espresso Bongo... Kakky
- Szolovjev–Vitkovics: Naszreddin kalandjai... Bokharai emír
- Gozzi: A három narancs szerelme... Farfarello
- Arthur Miller: Közjáték Vichyben... pincér
- Labiche–Martin: Perrichon úr utazása... Perrichon
- Shakespeare: III. Richard... Lord Stanley
- Müller Péter: Szemenszedett igazság... Koch
- Dosztojevszkij – Camus: Ördögök... Liputyin
- Ionesco: A kopasz énekesnő... Mr. Smith
- Malamud: A segéd... Bober
- Gorkij: Éjjeli menedékhely
- Shakespeare: Sok hűhó semmiért... barát
- Romhányi József – Fényes Szabolcs: Hamupipőke... XIII. Kétségbeesett Boldizsár király
- Gabriel García Márquez: Száz év magány... Melchiades
- Hegedűs a háztetőn... rabbi
- Hanoch Levin: Átutazók... Savtaj Suszter

## Filmjei

### Játékfilmek
- Valahol Európában (1947)
- Külvárosi legenda (1957)
- Légy jó mindhalálig (1960)
- Az ígéret földje (1961)
- Butaságom története (1965)
- Nem (1965)
- Háry János (1965)
- Minden kezdet nehéz (1966)
- Fiúk a térről (1967)
- A holtak visszajárnak (1968)
- Alfa Rómeó és Júlia (1968)
- A varázsló (1969)
- Az oroszlán ugrani készül (1969)
- Krebsz, az isten (1969)
- Utazás a koponyám körül (1970)
- Nyulak a ruhatárban (1971)
- Kakuk Marci (1973)
- Legenda a nyúlpaprikásról (1975)
- Az erőd (1979) – Steiner
- Vízipók-csodapók (1982; rajz-játékfilm) – Keresztespók (hang)
- Hanyatt-homlok (1983)
- Az élet muzsikája – Kálmán Imre (1984)
- Az első kétszáz évem (1985)
- Hosszú utazás (1985)
- Akli Miklós (1986)
- Macskafogó (1986) – Egér sofőr; Gépeltérítő macska; 5-ös osztályvezető (hang)
- Titánia, Titánia, avagy a dublőrök éjszakája (1988)
- Az erdő kapitánya (1988) – Dini (hang)
- Soha, sehol, senkinek (1988)
- A trónörökös (1989)
- Emberrabló lányok (1990)
- Bolondok éneke (2003)
- Sorstalanság (2005)
- A hét nyolcadik napja (2006)
- De kik azok a Lumnitzer nővérek? (2006)

### Tévéfilmek
- Jaguár (1967)
- Bors (1968)
- Szende szélhámosok (1968)
- A Mézga család különös kalandjai 1–13. (1968–1969-rajzfilmsorozat) – Mézga Géza (hang)
- Danaida (1970)
- A revizor (1970)
- Egy óra múlva itt vagyok… (1971)
- Mézga Aladár különös kalandjai 1–13. (1972) – Mézga Géza (hang)
- Karagőz (1973)
- Keménykalap és krumpliorr 1–4. (1973)
- Kérem a következőt! I. (1973) – Mókus Barna (hang)
- Mekk Elek, az ezermester (1973) – 1. Nyúl (hang)
- Utazás a Holdba 1-3. (1974)
- Aranyborjú (1974)
- A külföldiek (1975)
- Megtörtént bűnügyek (1976)
- Csaló az Üveghegyen (1976)
- Beszterce ostroma 1-3. (1976)
- Mákszem Matyi (1977)
- Vakáción a Mézga család 1–13. (1978) – Mézga Géza (hang)
- Csupajóvár (1980)
- Misi Mókus kalandjai (1980) – Dániel (befejező részben) (hang)
- Tündér Lala (1980)
- Közjáték Vichyben (1981)
- Mese az ágrólszakadt Igricről (1981)
- P. Howard. Írta: Rejtő Jenő (1981)
- A tenger 1–6. (1982)
- Bukósisakban (1982)
- Kérem a következőt! III. (1982) – Sün (hang)
- Liszt Ferenc (1982)
- Humorista a mennyországban (1982)
- Fürkész történetei (1983)
- Linda (televíziós sorozat), 1. évad, 3. rész – Ügyek Lajos) (1983–1989)
- Hoffmann meséi (1984)
- Szálka, hal nélkül (1984)
- Torta az égen (1984)
- Három a kislány (1988)
- A trónörökös (1989)
- Krisztofóró (1989–1994) – További szereplők (hang)
- Oktogon (1989)
- Randevú Budapesten (1989)
- Hölgyek és urak (1991)
- Rizikó (1993)
- Éretlenek (1995)
- TV a város szélén (1998)
- Presszó (1998)
- 7-es csatorna (1999)

### Szinkronszerepei
- Bubu, Maci Laci barátja a Foxi Maxi tévésorozatban
- Rigodon, a 80 nap alatt a Föld körül Willy Foggal című rajzfilmben
- Mézga Géza a Mézga család rajzfilmsorozatban
- Keresztespók, a Vízipók-csodapók rajzfilmsorozatban
- Niemand professzor a Chip és Dale – A Csipet Csapat rajzfilmsorozatban
- Louis de Funès mint Pierre Cousin zeneszerző a Megmentettem az életemet című filmben
- George Jetson a A Jetson család rajzfilmsorozatban
- Rick Moranis mint Lord Helmet az Űrgolyhókban
- Rick Moranis mint Louis Tully a Szellemirtókban
- Mickey Rooney mint Adramelek, a Belfagor a pokolból c. vígjátékban (1. szinkron, 1987)
- Ralph – A smaragd románca – Danny DeVito
- Ralph – A Nílus gyöngye – Danny DeVito
- Mageri, a törpe – Piedone Egyiptomban – Arnaldo Fabrizio (1. szinkron, 1981)
- Vincent Benedict – Ikrek – Danny DeVito
- Dr. Uwe Barthels – A Klinika (A műhiba című rész) – Heinz Ehrenfreund
- Verne – Benji (Az UFO című rész) – Jerry L. Nelson
- Phil Weintraub – Aranyoskám – Ronald L. Schwary
- Jimmy Otis – Dallas (114. rész – Esküvő után) – Gerry Gibson
- Bob (büfés) – És megint dühbe jövünk – Bobby Gale

## Hangjátékok
- Hársing Lajos–László Endre: Mikrofon a gomblyukban (1961)
- Gerhard Rentzsch: Biztonság: oké! (1961)
- Viktor Rozov: Szerelmes a gyerek (1961)
- Tóth Eszter: Fejbólintó Johanna (1962)
- Csetényi Anikó: A második bakter (1963)
- Donászy Magda: A Sültkrumpli-őrs (1963)
- Novobáczky Sándor: A csapat érdekében (1965)
- Padisák Mihály: Csak bikiniben! (1967)
- Gergely Sándor: Vitézek és hősök (1968)
- Móricz Zsigmond: Pipacsok a tengeren (1968)
- Miroslav Stehlik: A bizalom vonala (1968)
- Csokonai Vitéz Mihály: Karnyóné, vagyis a vénasszony szerelme (1969)
- Hárs László: Harc az osztályért (1969)
- Horváth Gyula: Az élet nem sláger! (1969)
- Hárs László: Hol voltam, hol nem voltam...(1970)
- Novobáczky Sándor: Segítség! Választok! (1969)
- Ödön von Horváth: Kazimir és Karolina (1970)
- Ivan Osztrikov: Repülj, mint a sas! (1971)
- Lubomir Feldek: Mindenki királysága (1971)
- Takács Tibor: Erdély köpönyegében (1972)
- Hegedüs Géza: A szépséges Meluzina (1973)
- Jerzy Krzyszton: Alibi (1973)
- Mándy Iván: Pesti mozik (1973)
- Vészi Endre: Földszint és emelet (1974)
- Israel Horowitz: A indián a Bronxba vágy (1975)
- Kopányi György: Mindenki tűzoltó (1975)
- Urbán Gyula: Röffencs, az irigy perselymalac (1975)
- Forgács István: Papírhold (1976)
- Marcel Aymé: A faljáró (1976)
- Mihail Bulgakov: A Mester és Margarita (1976) – Behemót
- Urbán Gyula: Ping és Pong a két kicsi pingvin (1976)
- Győrffy István: Vasháló (1977)
- Jankovich Ferenc: Rügyfakasztó Benedek (1977)
- A magyar humor és szatíra története: Elvújítók - nyelvújítók (1977)
- Mándy Iván: Játék a téren (1977)
- Rákosy Gergely: Csak egy csap (1977)
- Szíriusz kapitány-sorozat (1977–1983)
- Kocsonya Mihály házassága – Ismeretlen szerző közjátéka (1978)
- Zygmunt Kraszinski: Istentelen színjáték (1979)
- Max Lündgren: Az aranynadrágos fiú (1979)
- Vészi Endre: A sárga telefon (1979)
- Keleti István: Pacsuli palota (1980)
- SOKFÉLE...a hiúságról (1980)
- Szigligeti Ede: Liliomfi (1980)
- Bohumil Hrabal: Sörgyári capriccio (1981)
- A csizmás kandúr (1981) – Nyúl
- Kopányi György: Hősök gőzben (1981)
- Mezei András: Ló az operában (1981)
- Karc: 1982. őszi kiadás (1982)
- Theodor Storm: Csak az öröklétben (1982)
- Kopányi György: Hazalátogató (1983)
- Muszty Bea–Dobay András: A kék csodatorta (1983)
- Edgar Wallace: Fecsegő felügyelő esetei (1984)
- Mándy Iván: Ismerkedő (1986)
- Molnár Ferenc: Egy, kettő, három (1986)
- Nemes István: Rallye (1986)
- Pinokkió (1986) – Tücsök
- P. G. Wodehouse: P. G. Wodehouse meséli (1986)
- Balázs Attila: Mont Blanc hava (1987)
- Mikszáth Kálmán: Krúdy Kálmán csínytevései (1987)
- Anna Seghers: Jeanne d'Arc pöre Rouenban 1431-ben (1988)
- Gábor Éva: Mackókuckó (1988)
- Robert Sheckley: Szuper Bolygótakarító Szolgálat (1989)
- Mándy Iván: Idegen pályaudvar (1990)
- William Butler Yeats: Írás az ablaküvegen (1990)
- Sverák, Zdanek: Az aranyabroncsos kerékpár (1991)
- Czakó Gábor: Disznójáték (1992)
- Franz Kafka: Odu (1992)
- Mészöly Miklós: Ablakmosó (1992)
- Pap Károly: A Szent színpad (1992)
- Edgar Allan Poe: Pár szó egy múmiával (1992)
- Békés Pál: Turnusvég (1993)
- Gulácsy Lajos: Ibelon! A hó keserű! (1993)
- Ladislav Fuks: Boldogultak bálja (1993)
- Márton László: A mezőkeresztesi villamos (1994)
- Jókai Mór: A bolondok grófja (1995)
- Shakespeare: A windsori víg nők (Kevés)(1995)
- Bánffy Miklós: A nagyúr (1996)
- Gion Nándor: Zongora a fehér kastélyból (1996)
- Csiky Gergely: Kaviár (1997)
- Jaroslav Hašek: Svejk, egy derék katona kalandjai a világháborúban (1997)
- Federico Fellini: A hetedik ráadás (2000)
- Gion Nándor: Ez a nap a miénk (2000)
- Kertész Ákos: Zsarolók (2000)
- Padraic Pallon: Diarmuid és Grania (2001)
- Határ Győző: Asszonyok gyöngye (2001)
- Friedrich Hebbel: A rubin (2002)
- Tersánszky Józsi Jenő: Két zöld ász (2002)
- Borbély Szilárd: Hans Christian Boldog Élete (2005)
- Mikó Csaba: A két kis angol (2007)
- Rádiószínház–Minidrámák (2007)
- Dragomán György: Kalucsni (2011)
- Időfutár (2012)
- Krúdy Gyula: Mohács (2012)

## Díjai és kitüntetései
- Jászai Mari-díj (1962)
- Érdemes művész (1982)
- Ajtay Andor-emlékdíj (2004)
- A Magyar Köztársasági Érdemrend lovagkeresztje (2004)
- Ruttkai Éva-emlékdíj (2004)
- Kiváló művész (2005)
- Gundel művészeti díj (2007)
- Örökös tag a Halhatatlanok Társulatában (2008)
- Kossuth-díj (2010)
- Harsányi Zsolt-díj (2015)[17]